# Vandélicourt
Vandélicourt és un municipi francès, situat al departament de l'Oise i a la regió dels Alts de França. L'any 2007 tenia 227 habitants.

## Demografia

### Població
El 2007 la població de fet de Vandélicourt era de 227 persones. Hi havia 84 famílies de les quals 16 eren unipersonals (8 homes vivint sols i 8 dones vivint soles), 24 parelles sense fills i 44 parelles amb fills.
La població ha evolucionat segons el següent gràfic:
Habitants censats

### Habitatges
El 2007 hi havia 99 habitatges, 88 eren l'habitatge principal de la família, 5 eren segones residències i 6 estaven desocupats. 98 eren cases i 1 era un apartament. Dels 88 habitatges principals, 81 estaven ocupats pels seus propietaris i 7 estaven llogats i ocupats pels llogaters; 1 tenia una cambra, 1 en tenia dues, 8 en tenien tres, 28 en tenien quatre i 50 en tenien cinc o més. 67 habitatges disposaven pel capbaix d'una plaça de pàrquing. A 25 habitatges hi havia un automòbil i a 55 n'hi havia dos o més.

### Piràmide de població
La piràmide de població per edats i sexe el 2009 era:
| Homes | Edats   | Dones |
| ----- | ------- | ----- |
| 0     | 95 o +  | 0     |
| 0     | 90 a 94 | 0     |
| 0     | 85 a 89 | 0     |
| 4     | 80 a 84 | 0     |
| 4     | 75 a 79 | 4     |
| 12    | 70 a 74 | 4     |
| 0     | 65 a 69 | 8     |
| 4     | 60 a 64 | 0     |
| 4     | 55 a 59 | 8     |
| 12    | 50 a 54 | 8     |
| 8     | 45 a 49 | 8     |
| 8     | 40 a 44 | 12    |
| 12    | 35 a 39 | 8     |
| 4     | 30 a 34 | 8     |
| 4     | 25 a 29 | 0     |
| 0     | 20 a 24 | 0     |
| 8     | 15 a 19 | 8     |
| 20    | 10 a 14 | 4     |
| 12    | 5 a 9   | 4     |
| 4     | 0 a 4   | 0     |

## Economia
El 2007 la població en edat de treballar era de 156 persones, 112 eren actives i 44 eren inactives. De les 112 persones actives 100 estaven ocupades (52 homes i 48 dones) i 12 estaven aturades (7 homes i 5 dones). De les 44 persones inactives 16 estaven jubilades, 21 estaven estudiant i 7 estaven classificades com a «altres inactius».

### Ingressos
El 2009 a Vandélicourt hi havia 97 unitats fiscals que integraven 256,5 persones, la mediana anual d'ingressos fiscals per persona era de 19.724 €.

### Activitats econòmiques
Dels 2 establiments que hi havia el 2007, 1 era d'una empresa de comerç i reparació d'automòbils i 1 d'una empresa classificada com a «altres activitats de serveis».
L'únic servei als particulars que hi havia el 2009 era una perruqueria.
L'any 2000 a Vandélicourt hi havia 4 explotacions agrícoles que ocupaven un total de 352 hectàrees.

## Equipaments sanitaris i escolars
El 2009 hi havia una escola elemental integrada dins d'un grup escolar amb les comunes properes formant una escola dispersa.

## Poblacions més properes
El següent diagrama mostra les poblacions més properes.